# Noční tumescence poštěváčku
Noční tumescence poštěváčku je spontánní zduření poštěváčku během spánku nebo při probuzení. Vyskytuje se společně s překrvením vaginy zejména během REM fáze spánku.
Podle Fishera a kol. je zvýšení vaginálního průtoku krve během REM spánku podobné obdobnému procesu u mužů (noční penilní tumescence); pouze s nepatrně menším podílem REM fáze. Na rozdíl od mužů se každá epizoda také zdá být kratšího trvání. Zmocnění je podobné tomu, které vyvolává erotická stimulace v bdělém stavu. Může být spojeno s erotickými sny a ojediněle dokonce i s orgasmem ve spánku. Poprvé tento jev zdokumentovali v roce 1970 Karacan et al.; další studii provedli v roce 1983 Fisher et al. Mezi novější výzkumy patří studie Görena a spol. z roku 2023, kteří zjistili, že jejich subjekty vykazovaly změny vaginálního pH v různých obdobích během noci (studie neměřila konkrétní fáze spánku). Bartholiniho žlázy vylučují alkalickou tekutinu, která během vzrušení lubrikuje pochvu; toto zvýšení vaginálního pH je přímo spojeno s erekcí poštěváčku.